# Autonoé (mythologie)
Pour les articles homonymes, voir Autonoé.
Vous pouvez aider à l'améliorer ou bien discuter des problèmes sur sa page de discussion.
- Il ne cite pas suffisamment ses sources. Vous pouvez indiquer les passages à sourcer avec {{référence nécessaire}} ou {{Référence souhaitée}}, et inclure les références utiles en les liant aux notes de bas de page. (Marqué depuis mai 2024)
- Certaines informations devraient être mieux reliées aux sources mentionnées dans la bibliographie ou les liens externes. Améliorez sa vérifiabilité en les associant par des références. (Marqué depuis mai 2024)

- Archive Wikiwix
- Bing
- Cairn
- DuckDuckGo
- E. Universalis
- Gallica
- Google
- G. Books
- G. News
- G. Scholar
- Persée
- Qwant
- (zh) Baidu
- (ru) Yandex
- (wd) trouver des œuvres sur Wikidata

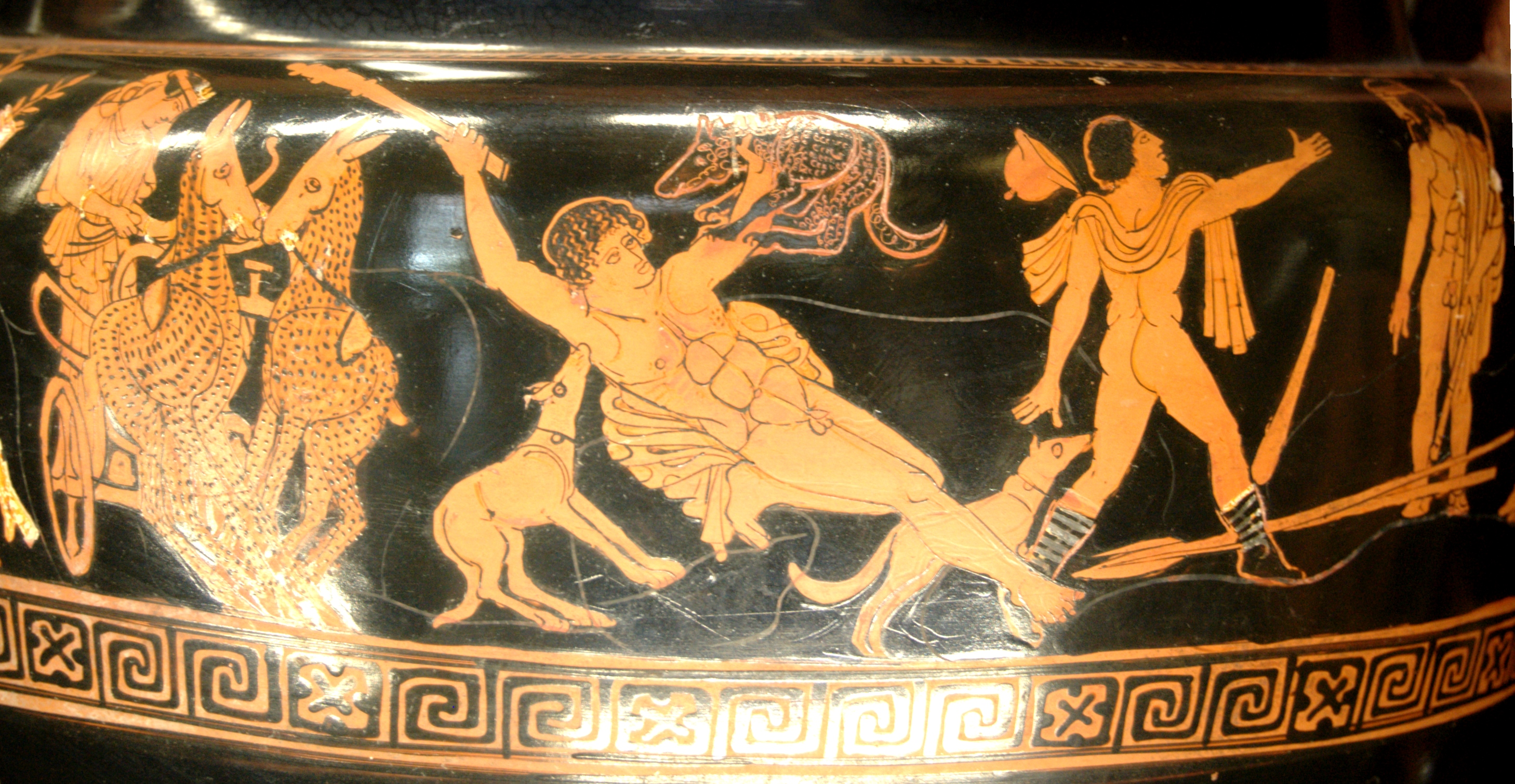
La mort d'Actéon, cratère grec antique du, département des antiquités grecques, étrusques et romaines du musée du Louvre.

Dans la mythologie grecque, Autonoé (en grec ancien Αὐτονόη / Autonóê) est une des quatre filles de Cadmos et d'Harmonie.
Elle épousa Aristée, de qui elle eut un fils, Actéon, et peut-être aussi une fille, Macris, et fit partie des ménades qui mirent en pièces Penthée en croyant que c'était une bête sauvage.
Elle est la sœur de Ino, Sémélé, Agavé, Polydore et Illyrios.